# Vasile Cijevschi
Vasile Cijevschi, de asemenea Cijevschii sau Cijevski, (n. 17 octombrie 1881, Zaim, Imperiul Rus – d. 14 iulie 1931, Chișinău, România) a fost un militar, politician, editor și scriitor basarabean. A fost membru al Sfatului Țării al Republicii Democratice Moldovenești.

## Biografie
S-a născut la Zaim în Basarabia țaristă pe 17 octombrie 1881 (potrivit altor surse, în 1880). Studiile superioare le-a făcut în domeniul orientalisticii și diplomației. A fost ofițer în războiul ruso-japonez și în Primul Război Mondial, unde a ajuns în grad de colonel. Inițial a făcut parte din Partidul Partizanilor Ordinii de Stat, dar l-a scurt timp a aderat la Partidul Național Moldovenesc. La 8 septembrie 1917, la Kiev, în cadrul delegației basarabene a participat la lucrările Congresului Naționalităților din Rusia, unde a fost ales în prezidiul Congresului.
A fost președinte al Congresului Ostașilor Moldoveni (20-27 octombrie 1917). Rezoluțiile Congresului au schimbat esențial situația în Basarabia, au limpezit problema autonomiei ținutului, au dus la crearea Sfatului Țării, la naționalizarea trupelor militare, a școlii. S-a pus problema moldovenilor de peste Nistru. În perioada de după congres și până la deschiderea lucrărilor Sfatului Țării, a deținut funcția de comisar militar (împreună cu V. Țanțu) al Basarabiei. A fost șef al Statului Major al Comisariatului Militar. A fost ales deputat în Sfatul Țării de către Comitetul Central Moldovenesc Militar. În cadrul Sfatului a aderat la Fracțiunea Blocul Moldovenesc (mandat deținut între 21.11.1917 și 27.11.1918).
În cadrul ședinței Sfatului Țării din 27 martie 1918, a avut două intervenții importante. În prima, vorbind în numele Blocului, a lansat o propunerea ca juristul și savantul Constantin Stere să devină deputat al Sfatului Țăriii, propunerea fiind acceptată unanim. Cea de a doua intervenție a ținut de modul de votare a unirii. În numele Blocului Moldovenesc, el a cerut ca votarea să se facă deschis și nominal, propunere acceptată în cele din urmă de asistență și care a influențat decisiv votul de Unire. A votat Unirea Basarabiei cu România.
După Unire, a fost funcționar al Primăriei Chișinău, șeful secției școli. A fost redactor, în 1920 la ziarul Nașe slovo („Cuvântul nostru”), în 1923, director al cotidianului Gazeta. De la 16 octombrie 1924 până la 8 noiembrie 1924, a redactat cotidianul Bessarasbskaia mâsl („Cugetul Basarabiei”), publicație literară și politică de limba rusă, organul Uniunii Ziariștilor Basarabeni. În 1926, a fost prim-redactor la „România Nouă”, care îl avea ca director pe Onisifor Ghibu.
A decedat la 14 iulie 1931, fiind înmormântat la Cimitirul armenesc din Chișinău. A fost onorat postum la aniversarea a 20 de ani de la crearea autonomiei Basarabiei în 1937. Satul său natal, Zaim, găzduiește în prezent o bibliotecă publică care-i poartă numele.

## Galerie de imagini

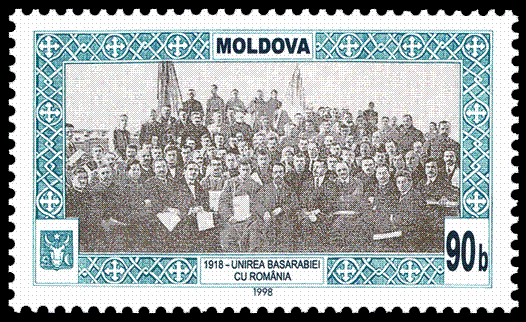
Membrii Sfatului Țării pe un timbru moldovenesc din 1998.